# Čakany
Čakany (in ungherese Pozsonycsákány) è un comune della Slovacchia facente parte del distretto di Dunajská Streda, nella regione di Trnava.